# アルンシュタイン (ウンターフランケン)
アルンシュタイン (ドイツ語: Arnstein, ドイツ語発音: [ˈarnʃta‿in])は、ドイツ連邦共和国バイエルン州ウンターフランケン行政管区のマイン＝シュペッサルト郡に属す市である。ドイツの主要緯線と主要経線が唯一交わる地点が市内にある。

## 地理

### 位置
本市は、ドイツの地理的中心地を占めている。この街はマインドライエック（マインの三角）を2つに分けるヴェルン川沿いに位置しており、シュヴァインフルトから約 20 km、ヴュルツブルクから約 25 km、アウトバーンのシュヴァインフルト/ヴェルネック・ジャンクションから 9 km（連邦道 B26a号線経由）の距離にある。市域の南部はグラムシャッツの森にあたる。バイエルン州測量管理局によれば、ウンターフランケンの地理的中心はアルンシュタインのビューヒオルト地区にある。

### 市の構成
アルンシュタインは12地区（括弧内は2015年12月31日現在の人口）、20集落に分けられる。
| - アルトベッシンゲン (371) - アルンシュタイン (3.048) - デュルホーフ - ファウステンバッハ - ビンスバッハ (327) - ビンスフェルト (365) - ビューヒオルト (708) - ザクサーホーフ | - ゲンハイム (803) - ルッペルトツァイント - ハルスハイム (264) - ホイグルムバッハ (498) - ミューデスハイム (398) - ダッテンゾル | - ノイベッシンゲン (142) - ロイヒェルハイム (429) - エーベンロート - エルラゼー - マールバッハ - シュヴェーベンリート (810) |

### 隣接する市町村
| - レッツシュタット - テュンゲン - カールシュタット - オイセンハイム - ハンメルブルク | - ヴァッサーローゼン - ヴェルネック - ハウゼン・バイ・ヴュルツブルク - リムパー - グラムシャッツァー・ヴァルト |

## 地名
本市の地名は元々中世の城塞名をその由来としており、人物名 Aro（猛禽類 "Aar"（ワシ）がアルンシュタインの紋章に描かれている）と中高ドイツ語の stein（岩もしくは岩山）とからなる。

## 歴史

### 自治体成立まで
アルンシュタインは元々ヘネベルク家の所有地であり、リーネック家およびトリムベルク家のレーエンであった。アムト（管轄地域）とトリムベルク城を含むアルンシュタインは、13世紀末にヴュルツブルク司教領となった。その直前にアルンシュタイン城は建設され、借金の担保としてフッテン家に質入れされた。都市権（都市裁判権と市場開催権）の授与は、1333年に皇帝ルートヴィヒ4世によってなされた。
都市の発展に重要であったのが、テュンゲン家とフッテン家であった。
フランケン帝国クライスに属していたヴュルツブルク司教領のオーバーアムトは1803年に世俗化されてバイエルン領となり、1805年にトスカーナ大公フェルディナントによって創設されたヴュルツブルク大公国領となったが、1814年にバイエルン王国領に戻された。バイエルンの行政改革に伴う1818年の自治体令により現在の自治体が形成された。

### アルンシュタインにおけるユダヤ人の歴史
アルンシュタインには古くからユダヤ人が住んでいた。この街は1298年のリントフライシュ迫害事件の現場となった。その後14世紀半ばから再びこの街にユダヤ人が住むようになった。
近世のコミュニティは16世紀の入植を起源とする。三十年戦争の間、ユダヤ人は明らかに何度も定住していた。これは田舎から都市に流入した可能性がある（1633年/1634年頃）。1675年、アルンシュタインには4家族のユダヤ人がいた。1699年にはユダヤ人コミュニティは35人であった。1740年頃になるとユダヤ人は7戸になっていた。1800年頃、当時のアムト・アルンシュタインでは、アルンシュタインだけにユダヤ住民がいた。ユダヤ人家族はみな、当初は市壁沿いのベッテンドルファー門からジーゲルスドルファー門までのかつてのユーデンガッセ（直訳: ユダヤ人通り、現在のゴルトガッセ）に住んでいた。
ユダヤ人家族は19世紀初めまでほぼ専ら交易を営んでいた。19世紀中頃に市内に店舗をオープンした。コミュニティが設けたのが、旧ユーデンガッセのシナゴーグ、宗教教育のあるユダヤ人学校、ミクワーである。ユダヤ人コミュニティーの死者はラウデンバッハ、オイアーバッハ、シュヴァンフェルトに葬られた。
1924年時点でアルンシュタインには35人のユダヤ教信者が住んでいた。当時6人の就学期の子供達にはヘルマン・ホルレンダーが教育を行った。このコミュニティはシュヴァインフルト・ラビ管区に属した。代表者はザロモン・バウアーであった。
1932年の就学期のユダヤ人の子供は3人だけであった。1933年に29人のユダヤ人が住んでおり、1935年には移住により32人に増えた。抑圧手段の高まりにより、1938年7月末までに25人の住民が他の街や外国に移住した。1935年に4人がパレスチナへ、4人がアメリカ合衆国へ移り住んだ。1937年に医師の L. ファイルヒェンブラウが逮捕され、1939年に懲役刑を宣告された。彼の痕跡はこの日から途絶えた。1938年初めにコミュニティは解散を宣言した。1938年11月排斥運動（水晶の夜）の暴動直後に、最後まで残っていた2人のユダヤ人が街を去った。1938年11月以後アルンシュタインにユダヤ人は住んでいなかった。ナチ時代、アルンシュタインの多くのユダヤ人が殺害された。

### 市町村合併
1972年1月1日、それまで独立した町村であったビンスバッハが合併した。1972年7月1日にビューヒオルトがこれに加わった。アルトベッシンゲン、ビンスフェルト、ハルスハイム、ホイグルムバッハ、ミューデスハイム、ノイベッシンゲン、ロイヒェルハイムは1974年7月1日に、これに続いた。1978年5月1日にゲンハイムとシュヴェーベンリートが合併した。

## 住民

### 人口推移
1988年から2018年までの間にこの町の人口は7,723人から8,125人へ、402人、約 5.2 % 減少した。
- 1961年: 7,943 人[8]
- 1970年: 8,403 人[8]
- 1987年: 7,640 人
- 1991年: 7,968 人
- 1995年: 8,092 人
- 2000年: 8,332 人
- 2005年: 8,345 人
- 2010年: 8,090 人
- 2015年: 8,161 人

## 行政

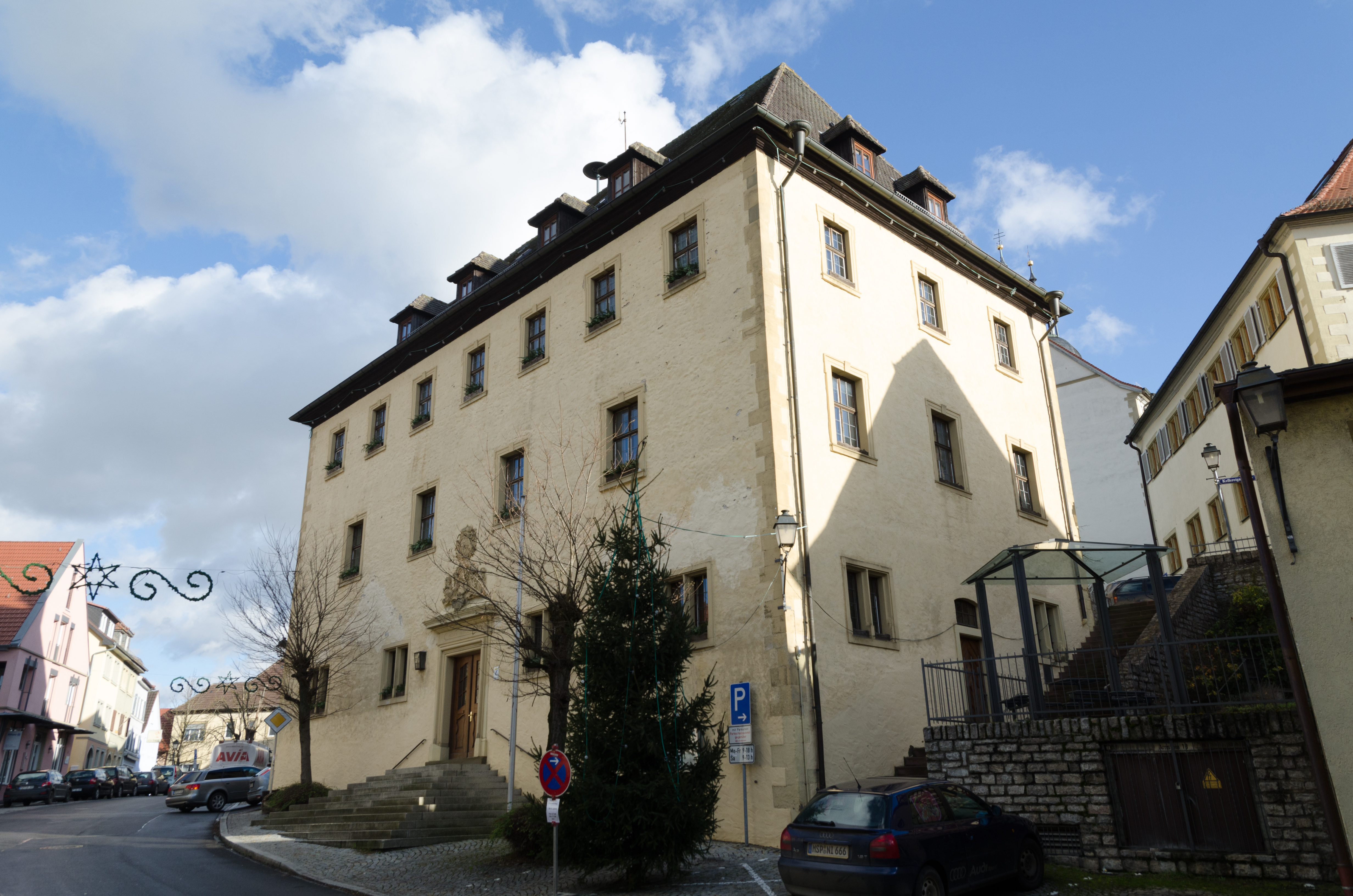
アルンシュタイン市庁舎

### 議会
アルンシュタインの市議会は20議席で構成される。

### 首長
アルンシュタインの市長は2019年からフランツ・ヨーゼフ・ザウアー (CSU) である。彼は 83.7 % の票を獲得して市長に選出された。前任者のアナ・シュトルツは2014年から市長を務めたが、2018年10月14日にバイエルン州議会議員となったため新たな市長選挙が行われた。

### 紋章
図柄: 銀地。緑の三峰の山の上に、翼を広げて振り向いた、金の嘴と爪を持つ黒いワシ。
この紋章は14世紀にまで遡る。

### 姉妹都市
アルンシュタインは以下の都市と姉妹都市関係にある。
- カンカル（フランス、イル＝エ＝ヴィレーヌ県）1988年9月7日
- ウブニャニ（ポーランド語版、英語版）（ポーランド、オポーレ県）1993年5月22日

## 文化と見所

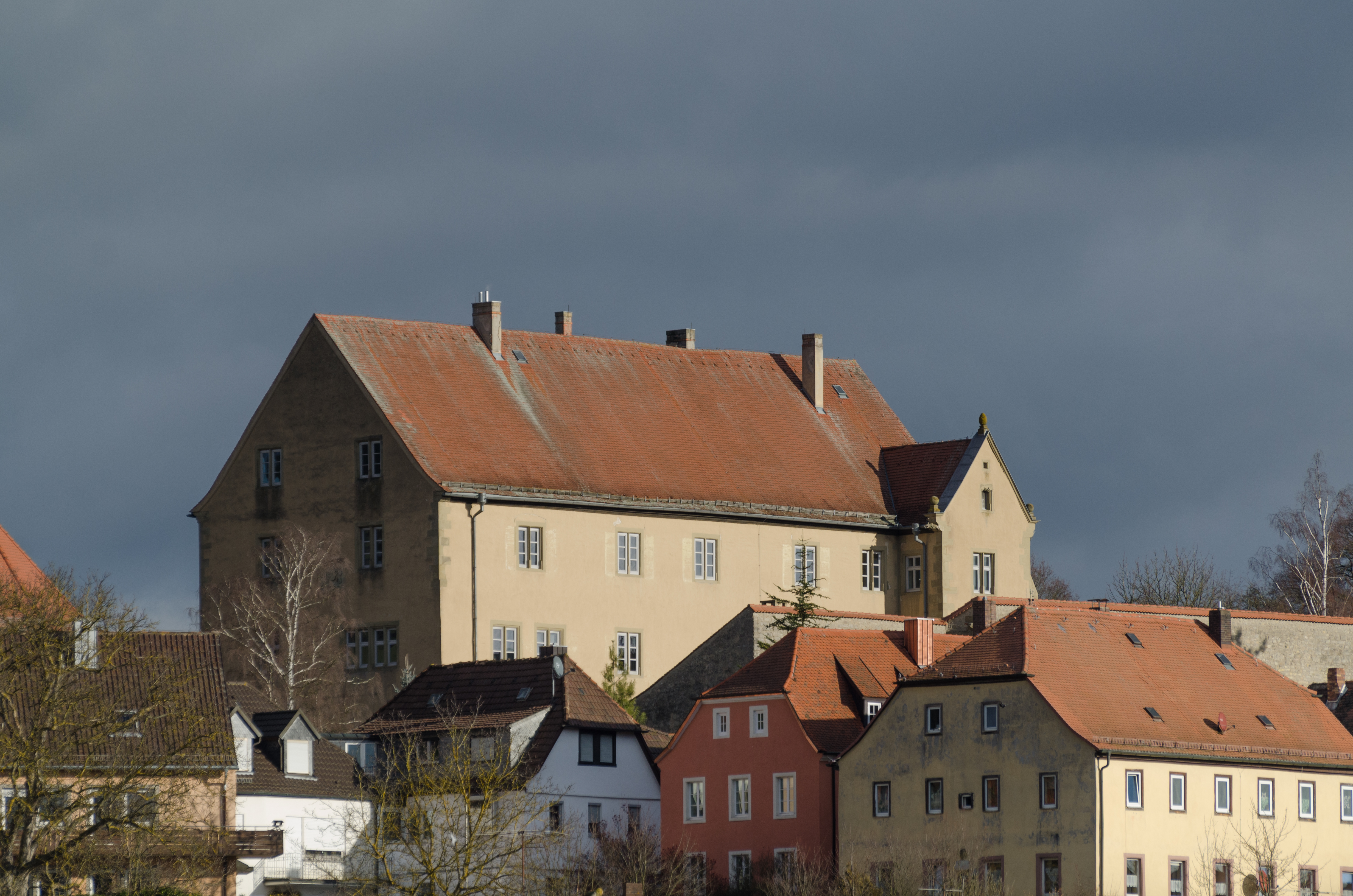
アルンシュタイン城

### 建築
- アルンシュタイン城（後のアムト庁舎）は、1225年にヴュルツブルク司教ヘルマン1世フォン・ロプデブルクの選帝侯文書に記述されている[5]。ヴュルツブルク司教領主のかつてのアムト庁舎兼裁判所であった。
- 後期ゴシック様式のマリア・ゾントハイム教区・巡礼教会は、市の創設期にすでにアルンシュタインの教区教会であった。アルンシュタインがフッテン家に質入れされていた時代には、この貴族家の墓所として用いられた。
- 市庁舎は、1550年頃に古いゴシック建築の跡地に建設され、1754年に建て直された。市庁舎は1945年に基礎壁に至るまで焼失したが、戦後に古い様式で復元された。
- プフリュンダーシュピタールは、1555年にモーリッツ・フォン・フッテンの命令で建設された歴史的建造物である。
- バレス邸は1725年に、布商人ゲオルク・ロートによって建設され、2世紀以上にわたって住居として利用された。市は、最後の所有車で会ったバレス家からこれを購入し、1970年代に修復を行った。これ以後この建物内には市立図書館と市立文書館が入居している。

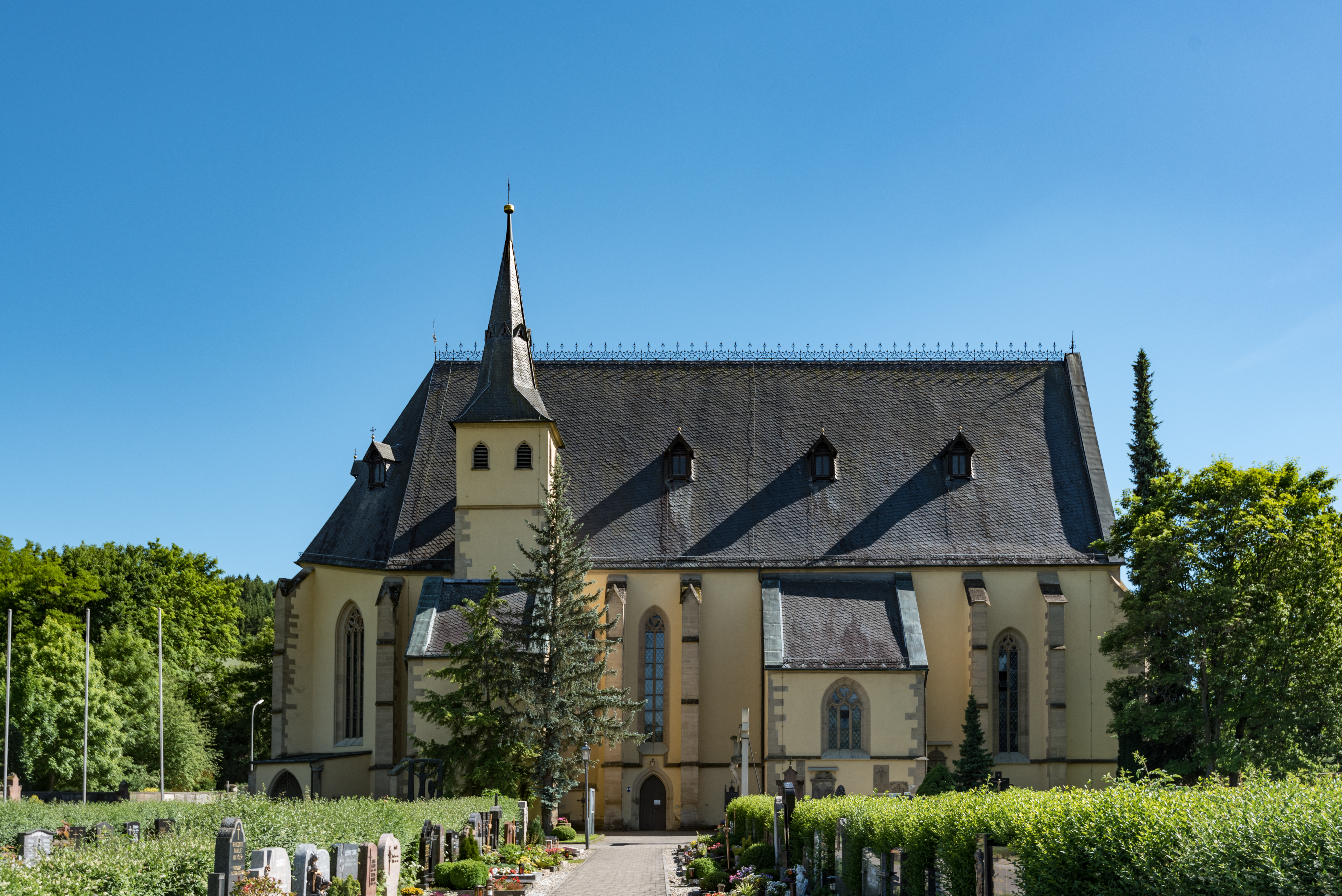
マリア・ゾントハイム教会
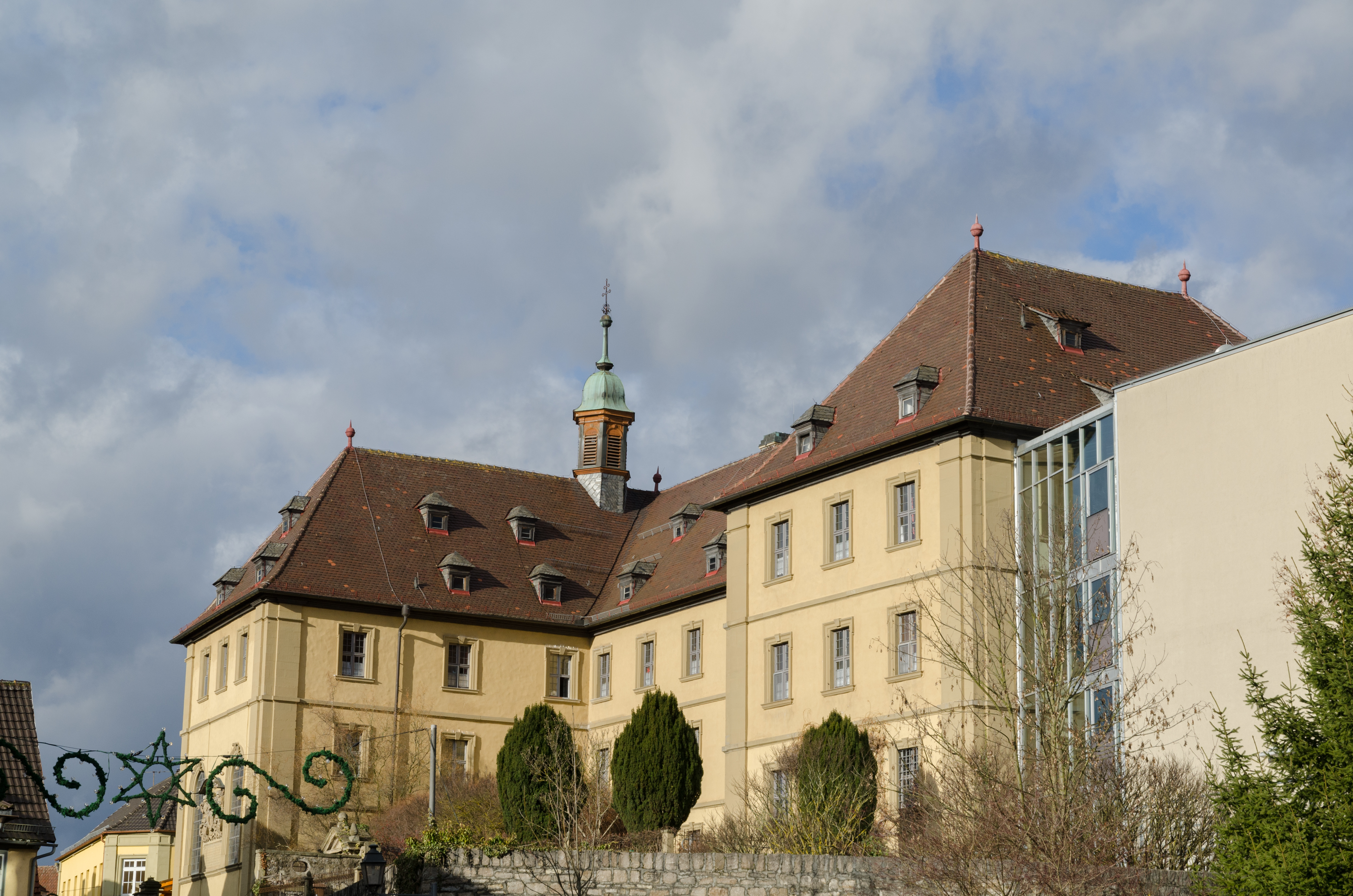
プフリュンダーシュピタール

### 交点記念碑

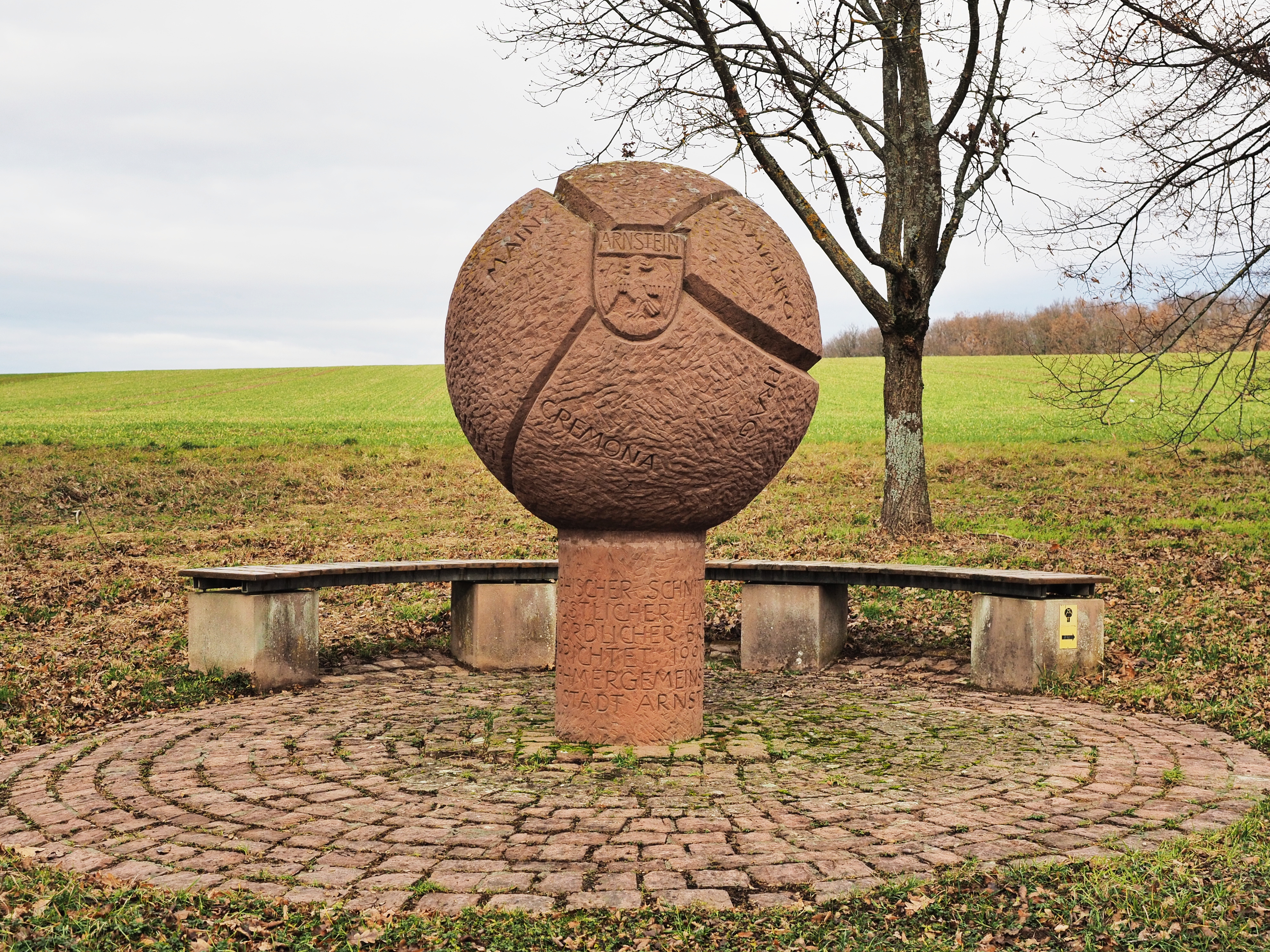
交点記念碑

アルンシュタイン市内に北緯50度と東経10度の交点がある。これは主要な緯線と経線が交わるドイツで唯一の場所である。北緯50度線はマイン線にあたる。東経10度線は、大陸を分けるベーリング海峡が経度180度線からずれているため、この海峡を両端とするように開いた世界地図において中心的な垂直線となる。
1980年代末に、アウトバーンのシュヴァインフルト/ヴェルネック・ジャンクションの西（アルンシュタイン方面） 5 km の連邦道 B26a号線北側に交点記念碑が建設された。この石の記念碑はヴァスビュールの彫刻家ユリアン・ヴァルターによる、円柱の上に地球が乗っているデザインである。球の上には象徴的に緯線と経線が彫り込まれ、その交点にアルンシュタインの紋章が描かれている。
この記念碑は厳密に交点に位置しているわけではない。本当の交点は、記念碑の 222 m 北、数 m 西の空き地である。
1884年の国際子午線会議では、国際本初子午線をベーリング海峡に置くことが議論された。これが実現していれば、アルンシュタインを通る東経10度の経線が180度の経線となっていた。しかしベーリング海峡には観測所を置くことができず、電信機能もつながっていないため、この提案は却下された。

## 経済と社会資本

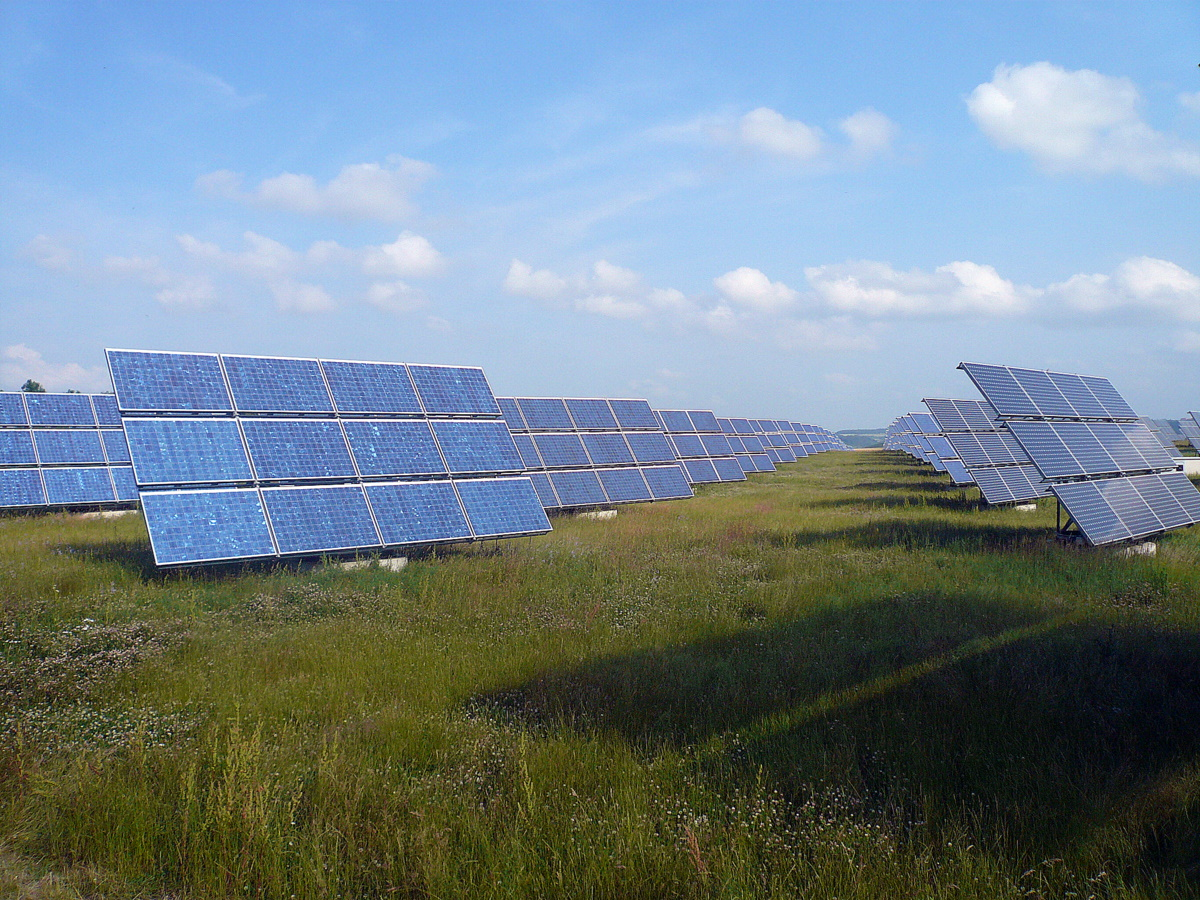
ゾラールフェルト・エルラゼー

2005年5月、アルンシュタイン近郊に、当時世界最大の太陽光発電施設「ゾラールフェルト・エルラゼー」がオープンした。
この街最大の雇用主は、100年ほど前から続く MIWE ミヒャエル・ヴェンツ GmbH である。アルンシュタインの MIWE の本社工場では、約400人の従業員が工業用の炉、製パン業者のオーブン、冷却用の釜を製造している。
アルンシュタインには、1885年からアルンシュタイナー・ブラウエライ・マックス・ベンダーがある。このブルワリーは4世代続くファミリー企業である。

### 教育
アルンシュタインには以下の教育機関がある。
- アルンシュタイン基礎課程学校
- シュヴェーベンリート基礎課程学校
- マックス＝バレス中等学校アルンシュタイン
- ミヒャエル＝イグナツ＝シュミット州立実科学校
- 市立音楽学校
- 市民大学

また、幼稚園/保育園が7園存在する。

### 交通
市の東をアウトバーン A7号線が通っており、連邦道 B26a号線およびシュヴァインフルト/ヴェルネック・ジャンクション経由で利用することができる。連邦道 B26号線と、それに並行して走るヴェルンタール鉄道は市域を東西に横切っている。カールシュタット、シュヴァインフルト、ヴュルツブルクへのバスが運行されている。アルンシュタイン駅は旅客営業を行っていない。単線のヴェルンタール鉄道は専ら貨物列車が運行している。

### レジャー

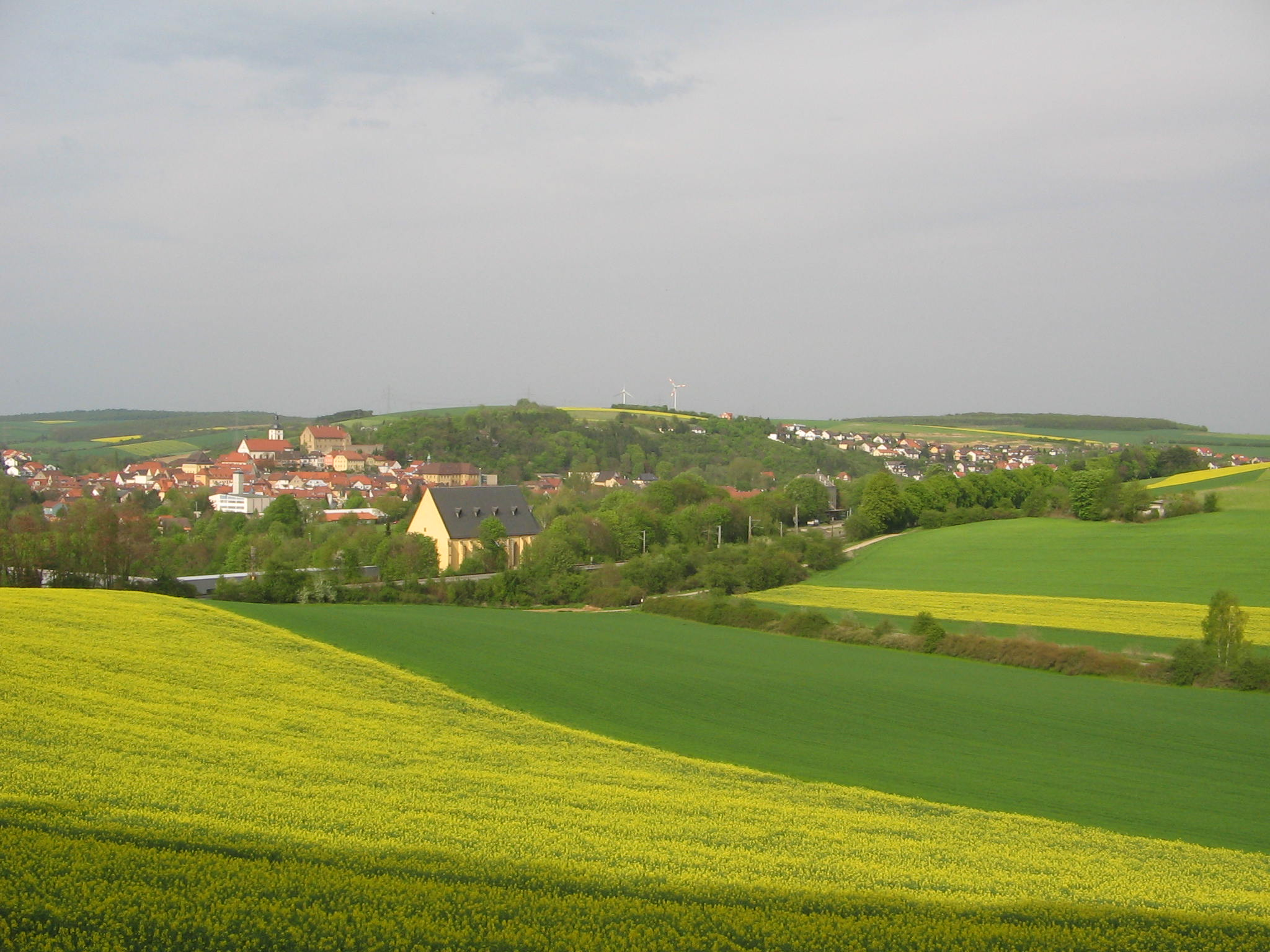
アルンシュタイン周辺は緩やかな丘陵地である。

- ナトゥールバーデゼー・アルンシュタイン（直訳: アルンシュタイン自然水浴湖）は街のすぐ近くにある。アルンシュタイン水浴湖は、小規模な庭園博に伴い1997年に設けられた。ここには様々な日光浴用芝生広場、フロート、ビーチボールコート、湖畔のテラス付き売店がある。子供向けには牧草地のある遊戯場や自然遊戯広場がある[16]。
- アルンシュタイン森の体験の小径は、アルンシュタインと谷のやや上流のロイヒテルハインとの間にあり、全長約 2.5 km である[17]。
- ヴェルン/アルンシュタイン水の学習路は全長 1 km である。
- ヴェルン自転車道は、ヴェルン川（ドイツ語版、英語版）の水源地からアルンシュタインを通ってゲミュンデン＝ヴェルンフェルトでマイン川に注ぐまで、約 78 km の自転車道である[18]。
- フレンキシェ・マリエンヴァーク（直訳: フランケンのマリアの道）がアルンシュタインを通っている[19]。

## 人物

### 出身者
- マヌエル・ヴィンツハイマー（ドイツ語版、英語版）（1999年 - ）サッカー選手

## 関連図書
- Johann Kaspar Bundschuh (1799). “Arnstein”. Geographisches Statistisch-Topographisches Lexikon von Franken. Band 1: A–Ei. Ulm: Verlag der Stettinischen Buchhandlung. pp. 169–173. OCLC 833753073 2021年2月20日閲覧。
- Gerhard Götz (1987). Wallfahrtsbuch Kreuzbruderschaft Arnstein. Arnstein
- Helmut Haberkamm; Annalena Weber (2018). Kleine Sammlung fränkischer Dörfer. Cadolzburg: ars vivendi Verlag. pp. 102–109. ISBN 978-3-86913-990-6
- Walter Herdrich (1987). Das Moritz von Hutten'sche Spital in Arnstein, Festbeitr. zur Wiedereröffnung am 17. Okt. 1987. Arnstein
- Matthias Lermann: Dr. Hans Löffler. Bürgerethik und Liberalismus (2015). Würzburg: Gesellschaft für fränkische Geschichte. ISBN 978-3-86652-052-3
- Volker Müllerklein; Roland Metz (2001). Gesichter einer Stadt – Arnstein. Arnstein
- Frieder Müller-Seewald; Ulrike Metz; Hermann Haupt (1979). Malerisches Werntal um Arnstein. München
- Hanswernfried Muth (1975). Wallfahrtskirche Maria Sondheim. München
- Natur in Arnstein '97. Arnstein. (1997)
- laus Schwarz (2012). Arnstein/Ufr. und seine Stadtteile. Binsfeld
- Pleikard Joseph Stumpf (1853). “Arnstein”. Bayern: ein geographisch-statistisch-historisches Handbuch des Königreiches; für das bayerische Volk. Zweiter Theil. München. pp. 799–800 2021年2月20日閲覧。
- Gabriele Waldmann (テキスト); Emil Waldmann (イラスト) (1995). Der Korkenzieherfinger. Heiteres und Ernstes im Rückblick auf die fränkische Heimat eines Kindes. Augsburg
- Ernst Wenz (1950). Ein Gang durch Arnstein und seine Geschichte. Arnstein

### 訳注
1. ↑  19世紀、ドイツ連邦時代のプロイセンとオーストリアとの勢力を分けるライン。